# 12153 Conon
12153 Conon (tên chỉ định: 3219 T-1) là một tiểu hành tinh vành đai chính. Nó được phát hiện bởi Cornelis Johannes van Houten, Ingrid van Houten-Groeneveld, và Tom Gehrels ở Đài thiên văn Palomar ở Quận San Diego, California, ngày 26 tháng 3 năm 1971. Nó được đặt theo tên Conon of Samos, một nhà thiên văn học, toán học Hy Lạp ở thế kỷ thứ 3 TCN.